# Alessandro Gonzaga, principe di Castiglione
Alessandro Andrea Gonzaga (Dresda, 21 novembre 1799 – Londra, 1850?) è stato un militare e letterato tedesco, fu l'ultimo rappresentante dei Gonzaga di Castiglione.

## Biografia
Fu il figlio terzogenito di Giuseppe Luigi Gonzaga (1761-1818), della linea dei "Gonzaga di Castiglione" e di Giulia Maddalena d'Esterházy (?-1836), principessa ungherese, intraprese la carriera militare arruolandosi inizialmente nel 9º Reggimento di fanteria della Vistola, in Polonia. Per il suo valore militare ottenne numerose medaglie.
Con varie richieste all'imperatore, l'ultima datata 1831, cercò di essere reintegrato nei diritti di successione sul Ducato di Mantova, sul Ducato di Guastalla e sul Principato di Castiglione ma le sue richieste non trovarono accoglimento.
Con decreto del 13 ottobre 1847 decise di conferire alle dame l'Ordine della Croce stellata, istituito nel 1668 dall'imperatrice Eleonora Gonzaga-Nevers riunendolo ad un altro ordine dei Gonzaga, l'Ordine del Redentore. Il nuovo Ordine venne chiamato Ordine delle dame di Maria Elisa, in onore della moglie Maria Elisa Coke.
Fu l'ultimo rappresentante dei Gonzaga di Castiglione.

## Discendenza
Sposò a Londra il 22 febbraio 1841 la nobile Maria Elisa Coke (?-10 ottobre 1865), dei conti di Leicester, vedova del diplomatico spagnolo Don Juan d'Escudero, dalla quale non ebbe figli.

## Ascendenza
|                                    |   |                            | Genitori                   |  |  | Nonni |  |  | Bisnonni          |  |  | Trisnonni             |  |
|                                    |   |                            |                            |  |  |       |  |  | Francesco Gonzaga |  |  | Ferdinando II Gonzaga |  |
|                                    |   |                            |                            |  |  |       |  |  | Francesco Gonzaga |  |  | Ferdinando II Gonzaga |  |
|                                    |   | Laura Pico della Mirandola |                            |  |  |       |  |  | Francesco Gonzaga |  |  |                       |  |
| Filippo Luigi Gonzaga              |   |                            |                            |  |  |       |  |  | Francesco Gonzaga |  |  |                       |  |
|                                    |   | Giulia Chiteria Caracciolo | Carmine Nicolao Caracciolo |  |  |       |  |  |                   |  |  |                       |  |
|                                    |   | Giulia Chiteria Caracciolo | Carmine Nicolao Caracciolo |  |  |       |  |  |                   |  |  |                       |  |
|                                    |   | Giulia Chiteria Caracciolo | Costanza Ruffo             |  |  |       |  |  |                   |  |  |                       |  |
| Giuseppe Luigi Gonzaga             |   | Giulia Chiteria Caracciolo |                            |  |  |       |  |  |                   |  |  |                       |  |
|                                    |   | …                          | …                          |  |  |       |  |  |                   |  |  |                       |  |
|                                    |   | …                          | …                          |  |  |       |  |  |                   |  |  |                       |  |
|                                    |   | …                          | …                          |  |  |       |  |  |                   |  |  |                       |  |
| Marianna della Cerda di Medinaceli |   | …                          |                            |  |  |       |  |  |                   |  |  |                       |  |
|                                    |   | …                          | …                          |  |  |       |  |  |                   |  |  |                       |  |
|                                    |   | …                          | …                          |  |  |       |  |  |                   |  |  |                       |  |
|                                    |   | …                          | …                          |  |  |       |  |  |                   |  |  |                       |  |
| Alessandro Gonzaga                 |   | …                          |                            |  |  |       |  |  |                   |  |  |                       |  |
|                                    | … | …                          |                            |  |  |       |  |  |                   |  |  |                       |  |
|                                    | … | …                          |                            |  |  |       |  |  |                   |  |  |                       |  |
|                                    | … | …                          |                            |  |  |       |  |  |                   |  |  |                       |  |
| …                                  | … |                            |                            |  |  |       |  |  |                   |  |  |                       |  |
|                                    |   | …                          | …                          |  |  |       |  |  |                   |  |  |                       |  |
|                                    |   | …                          | …                          |  |  |       |  |  |                   |  |  |                       |  |
|                                    |   | …                          | …                          |  |  |       |  |  |                   |  |  |                       |  |
| Giulia Maddalena d'Esterhazy       |   | …                          |                            |  |  |       |  |  |                   |  |  |                       |  |
|                                    |   | …                          | …                          |  |  |       |  |  |                   |  |  |                       |  |
|                                    |   | …                          | …                          |  |  |       |  |  |                   |  |  |                       |  |
|                                    |   | …                          | …                          |  |  |       |  |  |                   |  |  |                       |  |
| …                                  |   | …                          |                            |  |  |       |  |  |                   |  |  |                       |  |
|                                    |   | …                          | …                          |  |  |       |  |  |                   |  |  |                       |  |
|                                    |   | …                          | …                          |  |  |       |  |  |                   |  |  |                       |  |
|                                    |   | …                          | …                          |  |  |       |  |  |                   |  |  |                       |  |
|                                    |   | …                          |                            |  |  |       |  |  |                   |  |  |                       |  |